# 윤신
윤신(尹紳, ? ~ 1597년)은 조선의 의병장이다. 본관은 해남(海南). 자는 사진(士縉), 호는 지석(支石). 아버지는 천문습독관(天文習讀官) 경우(景佑)이며, 어머니는 나주나씨(羅州羅氏)이다.

## 생애
어려서부터 학문을 좋아하여 아버지에게서 학업을 닦았고, 벼슬이 군자감첨정(軍資監僉正)에 이르렀다.
1592년(선조25) 임진왜란이 일어나 임금이 의주로 파천하였다는 소식이 전하여지자, 그는 격문을 띄워서 의병을 모집하는 한편, 가산(家産)과 자질(子姪)들의 사재를 털어서 병기를 만들고 군량을 마련하여 가동(家僮) 수십명과 의병 수백명을 거느리고 강진 동령리(東嶺里) 뒷산에 진지를 구축하고 왜병의 침입을 저지하였다.
1597년 정유재란 때는 중형(仲兄) 윤(綸), 아들 동철(東喆), 조카 치경(致敬)과 함께 재침하는 적을 무찔렀으나 중과부적으로 모두 전사하였다. 그 뒤 그 격전지를 ‘병치(兵峙)’라 하며 지금도 그 유적이 남아 있다. 강진의 화암사(花巖祠)에 봉안하였다.

## 저서
- 『지석일고』